# Globe de mariée

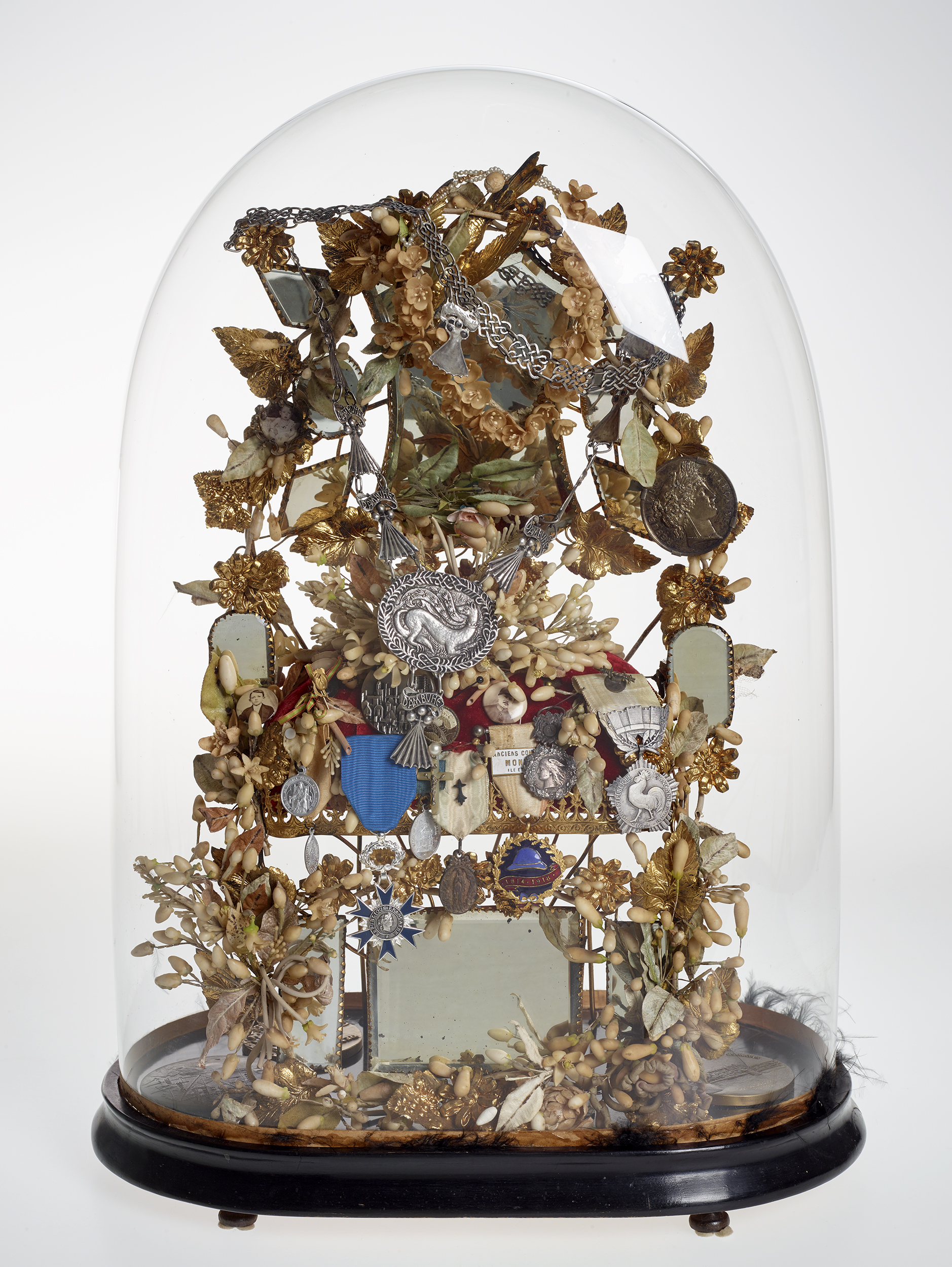
Globe de mariée breton (entre 1905 et 1955)

Un globe de mariée (dit aussi globe de mariage ou verrine) est un objet décoratif destiné à recueillir le bouquet ou la couronne en fleur d'oranger en cire portée par la mariée le jour des noces.
Les premiers globes apparaissent vers 1850. Cette pratique connaît son apogée dans les années 1890 - 1920 en France. Les bouleversements engendrés par la Première Guerre mondiale, modifiant la place de la femme dans la société et les pratiques traditionnelles, entrainent peu à peu le déclin du globe de mariée.
Les fabricants étaient localisés principalement à Paris mais des couples de nombreuses régions françaises et même d'autres pays d'Europe en possédaient au sein de leur foyer.

## Contenu des globes
Un globe de mariée est composé d'une cloche de verre ovale, d'un socle (généralement en bois) et d'un coussin de velours souvent rouge. Il est toujours très personnalisé par des éléments décoratifs en cire, papier, verre (miroirs) et métal doré (notamment le laiton), à très forte signification symbolique.
L'appellation "globe de mariée" est la plus répandue. Les globes ainsi dénommés étaient conçus comme des témoins de la pureté et de la vertu de la mariée. On ajoutait au bouquet ou à la couronne de la mariée des objets vus comme intimement féminins : aumônière de communiante, scapulaire de l'enfant Marie, anneau de chasteté... Ils sont donc révélateurs des attentes et normes assignées aux femmes à cette période.

L'expression "globe de mariage", plus large, convient mieux lorsque le globe devient un petit musée personnel de la famille. Objet vivant, il accueillera au fil des années des souvenirs des rites de passage et des événements marquants : photographies de famille, souvenirs de la naissance ou du décès d'un enfant, récompense militaire...

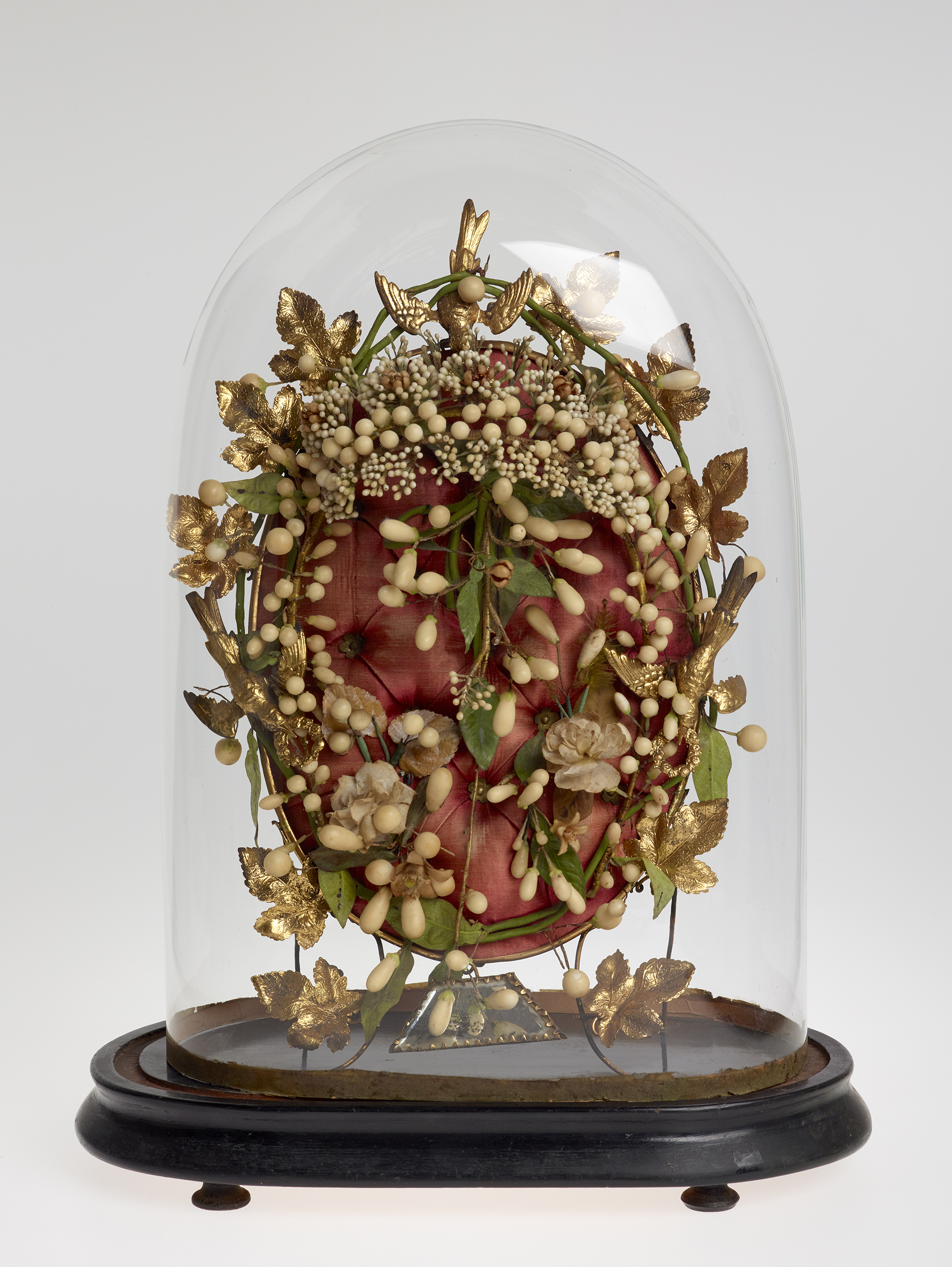
Globe de mariée de 1901.
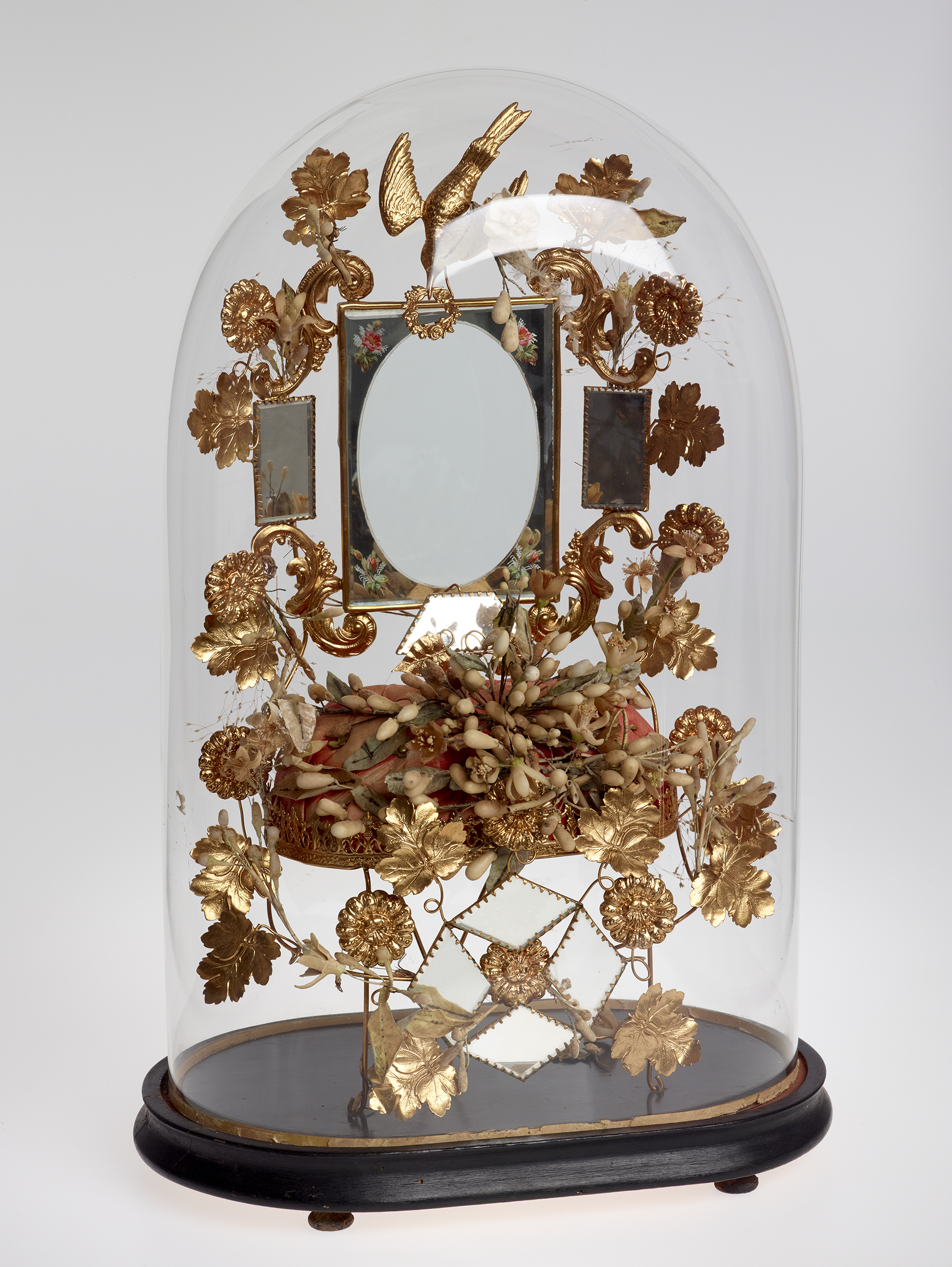
Globe de mariée du XIXe siècle.